# Etsad spets

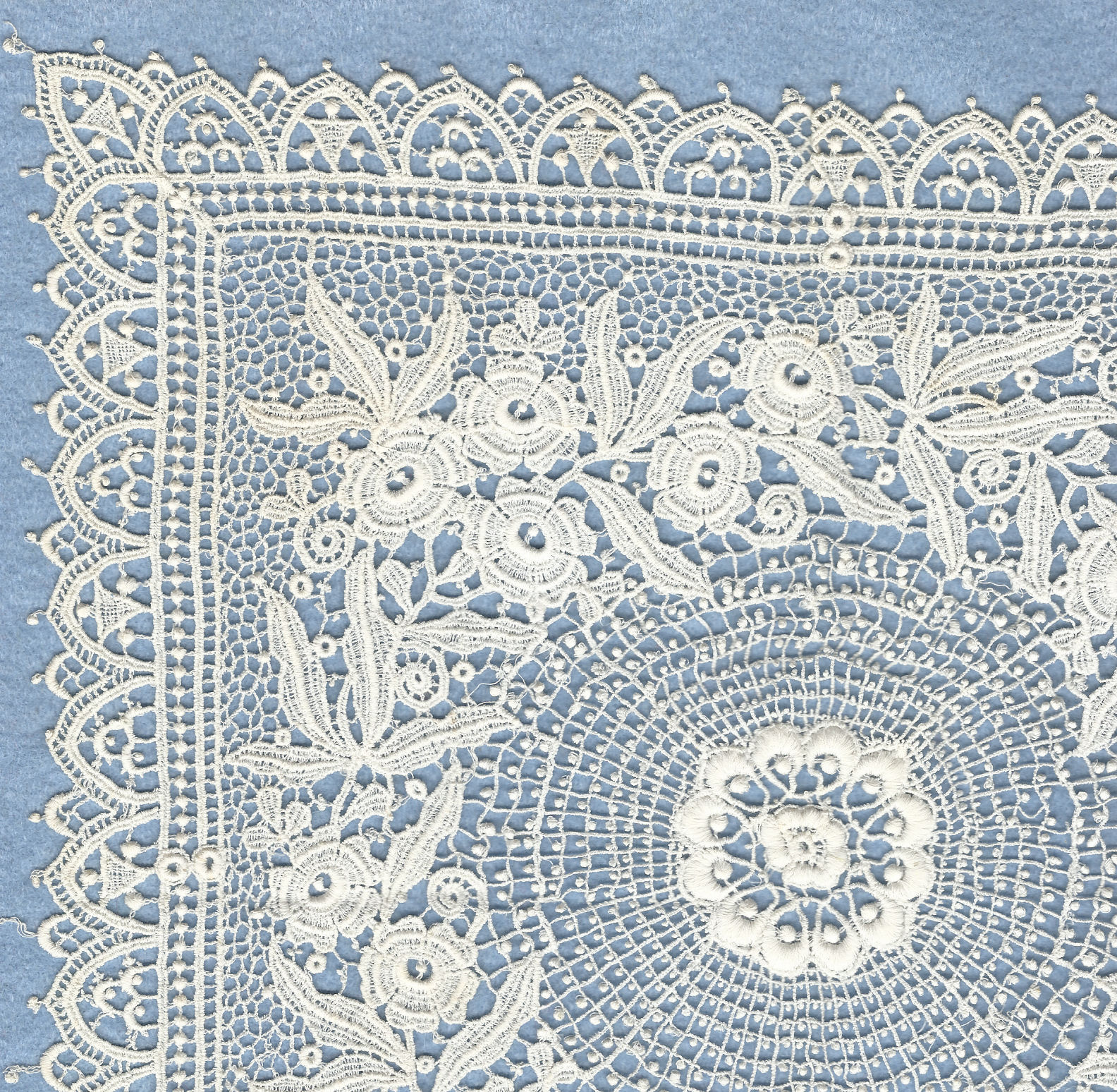

Etsad spets eller Spachtelspets, maskingjord spetsimitation. De utförs som maskinbroderi på en bottenväv som sedan etsas bort. Bottenväven kan bestå av cellulosafibrer som genom uppvärmning bryts ner eller av vattenlösliga textilmaterial som sköljs bort när broderiet är klart. De etsade spetsarna är relativt tjocka och används numera främst till gardiner.